# タペロ・モコエナ
タペロ・モコエナ（Thapelo Mokoena）は、南アフリカ共和国の俳優。

## フィルモグラフィー

### 映画
- マンデラ 自由への長い道（エリアス・モツォアレディ）